# Ann Wagner
Ann Louise Wagner, född 13 september 1962 i Saint Louis i Missouri, är en amerikansk republikansk politiker och diplomat. Hon är ledamot av USA:s representanthus sedan 2013.
Wagner utexaminerades 1984 från University of Missouri och var sedan verksam som affärskvinna. Hon var USA:s ambassadör i Luxemburg 2005–2009. I kongressvalet 2012 besegrade hon demokraten Glenn Koenen med 60 procent av rösterna mot 37 procent.